# جريمة في الأعماق (فلم)
جريمة في الأعماق فيلم مصري من إخراج حسام الدين مصطفى، عُرِض عام 1992.

## القصة
تدور أحداث الفيلم بتقابل الضابط أدهم مع صديقه القديم محسن بعد أن أصبح يمتلك شركة ملاحة، ويتزوج من عفاف التي كان يعجب بها في الماضي، تهديها الأم في ليلة زفافها عقدًا أثريًا، ويخسر محسن كل أمواله على مائدة القمار، ويبدأ في سحب رصيد زوجته وعندما تعلم تثور عليه، ولم يكتف بذلك، بل يقوم بسرقة عقدها الثمين، فتهدده بتقديم بلاغ للشرطة.